# IC 2649/2
IC 2649/2 је галаксија у сазвијежђу Лав која се налази на листи објеката дубоког неба у Индекс каталогу.
Деклинација објекта је + 11° 7' 44" а ректасцензија 11h 14m 47,4s. Привидна величина (магнитуда) објекта IC 2649 износи 13,9 а фотографска магнитуда 14,9. IC 26492 је још познат и под ознакама MCG 2-29-15, CGCG 67-42, PGC 34273.